# Constitución de Honduras de 1904
La Constitución de Honduras de 1904 fue la séptima constitución vigente del país, promulgada el 2 de septiembre de 1904 en la capital Tegucigalpa. Entró en vigencia el 1 de enero de 1906, derogando la anterior constitución de 1894.
Tras ser escogido Manuel Bonilla como presidente constitucional en 1903, este disolvió al Congreso en febrero de 1904 y asumió todos los poderes del Estado. A su vez se convocó a elecciones para una Asamblea Nacional Constituyente que se instaló el 1 de junio de 1904. 
Bonilla fue escogido presidente de la República por la Asamblea. Fue derrocado en 1907 y puesta la presidencia en Miguel R. Dávila, quien convocó a elecciones para una nueva Asamblea Constituyente el 26 de octubre de ese año. La misma se instaló en Tegucigalpa el 1 de enero de 1908 y el 8 de febrero restauró la constitución de 1894, con lo cual la constitución de 1904 es la que ha estado menos tiempo en vigencia en el país; un poco más de dos años.

## Asamblea Constituyente
La Asamblea Constituyente de 1904 estuvo compuesta por:
| 1. F. Dávila             | Presidente, diputado por Santa Bárbara |
| 2. José Manuel Zelaya    | Vicepresidente. diputado por Olancho   |
| 3. Rafael Alvarado       | Diputado por Tegucigalpa               |
| 4. Francisco Escovar     | Diputado por Tegucigalpa               |
| 5. Manuel Villar         | Diputado por Tegucigalpa               |
| 6. Jerónimo J. Reina     | Diputado por Tegucigalpa               |
| 7. Santos Soto           | Diputado por Tegucigalpa               |
| 8. Basilio Chacón        | Diputado por Copán                     |
| 9. R. Díaz               | Diputado por Copán                     |
| 10. T. Miralda           | Diputado por Olancho                   |
| 11. Juan Ordóñez         | Diputado por Olancho                   |
| 12. José M. Santos       | Diputado por Gracias                   |
| 13. Faustino Molina      | Diputado por Choluteca                 |
| 14. Alfonso Guillén      | Diputado por Choluteca                 |
| 15. Jorge Molina         | Diputado por Olancho                   |
| 16. Vicente Idiaquez     | Diputado por El Paraíso                |
| 17. Emilio Mazier        | Diputado por El Paraíso                |
| 18. José Indalecio López | Diputado por El Paraíso                |
| 19. Servando Muños       | Diputado por Santa Bárbara             |
| 20. Augusto C. Coello    | Diputado por La Paz                    |
| 21. Pedro A. Medal       | Diputado por Comayagua                 |
| 22. J. Daniel Boquín     | Diputado por Comayagua                 |
| 23. R. Alvarado Guerrero | Diputado por Intibucá                  |
| 24. Juan Ramón Girón E.  | Diputado por Valle                     |
| 25. Alejandro Sosa       | Diputado por Valle                     |
| 26. Ángel V. Matute      | Diputado por Yoro                      |
| 27. Pilar Martínez       | Diputado por Yoro                      |
| 28. F. Gerardo Dillet    | Diputado por Colón                     |
| 29. Benjamín S. Escobar  | Diputado por Colón                     |
| 30. Francisco Leiva      | Diputado por Cortés                    |
| 31. F. Guerrero          | Diputado por Atlántida                 |
| 32. F. A. Matute         | Diputado por las Islas de la Bahía     |
| 33. J. Bustillo Rivera   | Diputado por La Paz                    |
| 34. Audato Muñoz         | Secretario, diputado por Gracias       |

La constitución fue firmada por los constituyentes y por Manuel Bonilla, presidente de la República, Salomón Ordóñez,  secretario de Gobernación, Sotero Barahona, secretario de Guerra y encargado de Instrucción Pública y Justicia, Saturnino Medal, secretario de Hacienda y Crédito Público, y encargado de Fomento y Obras Públicas, y Mariano Vásquez, secretario de Relaciones Exteriores.

## Contenido
La constitución consta de 147 artículos y está estructurada de la siguiente manera:
Decreto número 60
La Asamblea Nacional Constituyente decreta la siguiente Constitución Política de la República de Honduras.
Título I
Título II. De los hondureños
Título III. De los extranjeros
Título IV. De los ciudadanos
Título V. De los derechos y garantías
Título VI. De la forma de gobierno
Título VII. Del Poder Legislativo
Título VIII. De las atribuciones del Poder Legislativo
Título IX. De la formación, sanción y promulgación de la ley
Título X. Del Poder Ejecutivo
Título XI. De las atribuciones del Poder Ejecutivo
Título XII. Del Poder Judicial
Título XIII. Del Ejército
Título XIV. Del Presupuesto
Título XV. Del Tesoro Público
Título XVI. Del Gobierno Departamental
Título XVII. Disposiciones complementarias
Disposiciones transitorias
Estructura de gobierno
La constitución es, tanto en estructura como en contenido, muy similar a la anterior de 1894. Al igual que esta, comienza abogando por la reinstauración de la disuelta República de Centroamérica. pero añade que puede conformarse con uno o más Estados centroamericanos. El gobierno es nuevamente «republicano, democrático y representativo», y «se ejerce por tres Poderes independientes: Legislativo, Ejecutivo y Judicial» (art. 64). 
Poderes del Estado
Se eleva la edad requerida para ser presidente a 30 años. Se reitera el periodo de 4 años que iniciaba el 1 de febrero, y la prohibición de reelección. En caso de ausencia temporal del presidente, lo reemplazaría ahora el Consejo de Secretarios de Estado o un secretario que él escogiese (art. 88). Si la ausencia era absoluta, la presidencia quedaba a cargo del Consejo de Secretarios de Estado, quien llamaba inmediatamente a elecciones. La Corte Suprema de Justicia se mantiene de 5 magistrados y 3 suplentes, con un periodo de mandato de 6 años, prorrogable hasta el nombramiento de sus sucesores. Los mismos pasan a ser escogidos por el Congreso, como era antes de la constitución de 1894, y ya no pueden reelegirse. Ahora para ser diputado por un departamento se requería ser natural o vecino del mismo, y se mantiene su posibilidad a reelegirse indefinidamente. Se reitera que el Congreso puede iniciar sesiones con 2 tercios de sus miembros, y sus atribuciones y prerrogativas se mantienen prácticamente inalterables (art. 73).
Ciudadanos
Se mantienen como ciudadanos «los hondureños mayores de veintiún años, y los mayores de dieciocho que sean casados o sepan leer y escribir», manteniendo además los casos de suspensión de la ciudadanía (art. 20-22). La constitución consideraba hondureños naturales a los centroamericanos que se hallasen en cualquier parte del territorio nacional y, al igual que la anterior constitución, exigía un tiempo de residencia de un año a los hispanoamericanos para pedir la naturalización, y de dos para los demás extranjeros (art. 7-8). Los extranjeros domiciliados en Honduras podían desempeñar cargos municipales y de simple administración (art. 13). Se definen nuevamente los casos de prohibición para la entrada al país y de extradición. 
Garantías y prohibiciones
Se reitera «la inviolabilidad de la vida humana, la seguridad individual, la libertad, la igualdad y la propiedad» (art. 25), la institución de habeas corpus y el derecho a la defensa y al debido proceso. La detención para inquirir, nuevamente, no podía pasar los 6 días, pero se aumenta el tiempo que un detenido puede pasar incomunicado a 3 días. (art. 30-31). También se reitera el libre ejercicio de todas las religiones, la educación laica y la prohibición de los ministros religiosos de ejercer cargos públicos. Se reitera el servicio militar obligatorio, reduciendo el tiempo como soldado del ejército activo, de los 25 a los 30 años (art. 114). El estado de sitio no podía extenderse por más de 60 días y señalaba 5 artículos que no podían suspenderse (art. 143). 
Disposiciones transitorias
Como instrucción final, la constitución indica que para el «primer período constitucional», la Asamblea escogería al presidente de la República y los magistrado de la Corte (art. 146).